# (143623) 2003 HJ3
A (143623) 2003 HJ3 a Naprendszer kisbolygóövében található aszteroida. A LONEOS program keretében fedezték fel 2003. április 24-én.